# Olof Ling
Olof Simon Ling, född 19 november 1904 i Östersunds församling, Jämtlands län, död 8 september 1965 i Göteborgs Vasa församling, Göteborgs och Bohus län, var en svensk altviolinist och musikpedagog.

## Biografi
Ling var altviolinist i Göteborgs orkesterförening 1946–1965 och rektor vid musikkonservatoriet i Göteborg 1954–1965. Han var ledamot av Kungliga Musikaliska Akademiens styrelse 1964–1965 och i Göteborgs orkesterförening 1953–1960, samt i Svenska musikerförbundet 1938–1960. Han invaldes som associé nr 215 av akademien den 15 december 1960 och som ledamot nr 721 den 13 maj 1965. Han tilldelades medaljen för tonkonstens främjande 1963.
Han var från 1926 gift med Kerstin Jönsson (1898–1968).